# Popperova synagoga (Josefov)
Popperova synagoga v Praze byla založena před rokem 1702 jako soukromá modlitebna.

## Historie
Byla vystavěna v pozdně barokním slohu. Stávala na severním okraji Starého židovského hřbitova, poškozena požárem na konci 17. století. Ohořelé zdi zbourány při asanaci Josefova.